# دوست‌دختر جدید (فیلم)
دوست‌دختر جدید (به انگلیسی: The New Girlfriend) فیلمی محصول سال ۲۰۱۰ و به کارگردانی فرانسوا اوزون است. در این فیلم بازیگرانی همچون رومن دوریس، آنائیس دموستیه، رافائل پرسونناز، اورور کلمان، ایسالد له بسکو و زیتا هانروت ایفای نقش کرده‌اند.